# Guazzetto

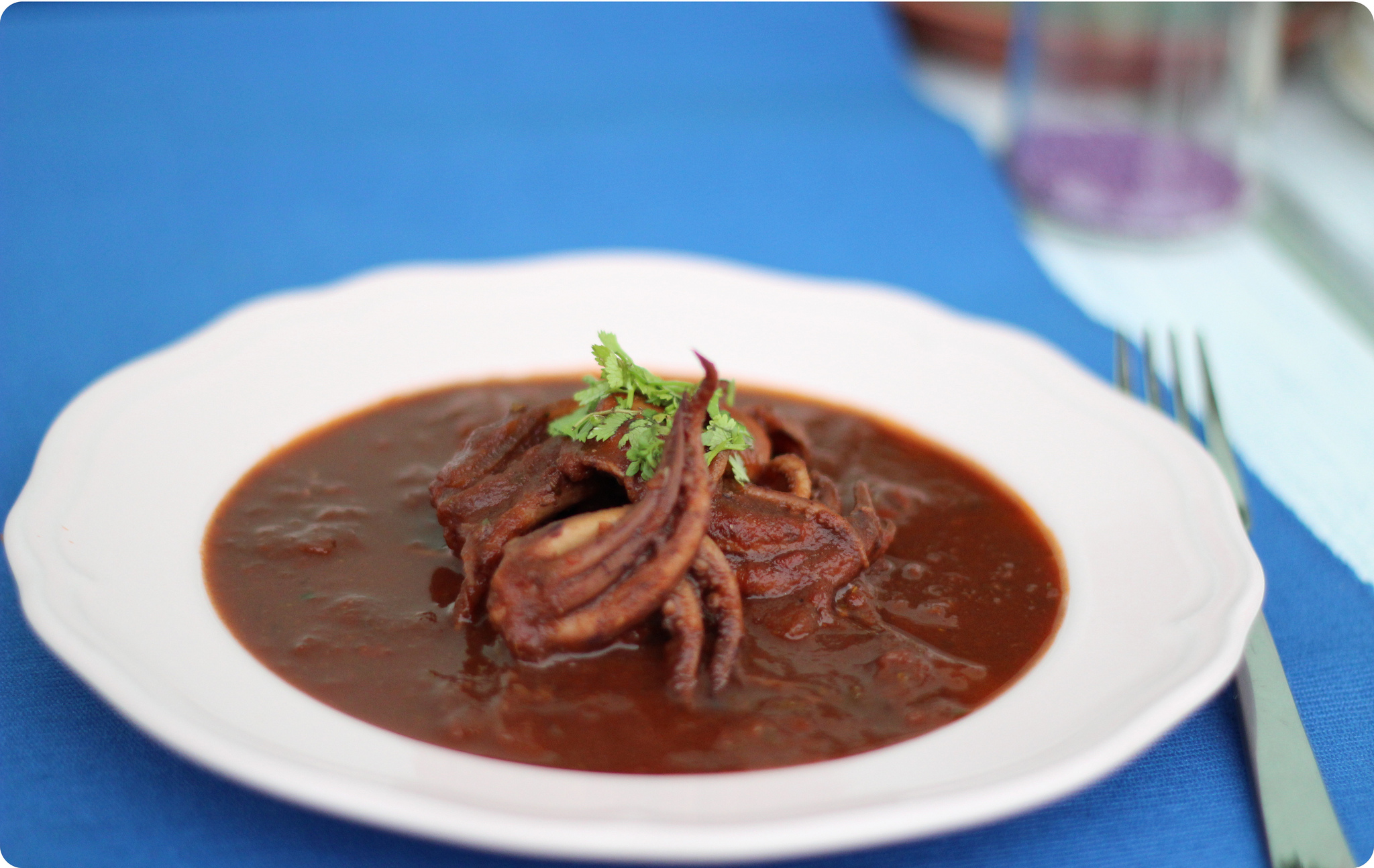
Totani (calmars) in guazzetto.

Le guazzetto est un mot italien qui définit un mode de cuisson dans un récipient clos pour les viandes et les poissons, comme la cuisson à l'étouffée, mais dans un abondant bouillon.
Terme culinaire de la première moitié du XVIIIe siècle, il définit selon la lexicographiede l'accademia della Crusca, « une sorte de bouillon » (spezie di manicaretto brodoso).
Selon les régions, cette préparation donne son nom à plusieurs mets : les totani ou calamaretti (calmars) in guazzetto, l'agnello (agneau) in guazzetto, le baccalà (morue blanche) in guazzetto…